# Pycnostachys gracilis
Pycnostachys gracilis là một loài thực vật có hoa trong họ Hoa môi. Loài này được R.D.Good miêu tả khoa học đầu tiên năm 1931.